# くりやまカルチャープラザEki
くりやまカルチャープラザEki（くりやまカルチャープラザえき）は、北海道夕張郡栗山町中央にある町営の文化施設。JR栗山駅やバスターミナルに直結しており、総合窓口機能を有する施設として、2000年（平成12年）2月1日にオープンした。

## 沿革
栗山町が、音楽、演劇、美術などすぐれた芸術にふれる機会を身近に、また自主的な発表や研修、コミュニティ活動をより自由に行える拠点として、2000年（平成12年）2月1日にオープン。多目的ホールを有し、バスターミナルやJR栗山駅と錦地区をつなぐ自由通路、JR北海道や北海道中央バス、栗山町営バスの総合窓口機能を有する社会教育拠点施設して整えられた。指定管理者は町内企業の株式会社日東総業。
鉄骨造り2階建て延べ3,054.66ｍで工事費は20億9345万9000円。改札口や待合室、トイレなどの駅機能を持つ一方、移動式客席248席を備えた多目的ホールやサークル室、特産品展示スペース、町民ギャラリーなどを設けている。
ロビーにはボランティア有志による喫茶コーナー「マミーズショップ」もあり、利用者の交流の場となっている。前庭には、町花であるユリをイメージしたモニュメントが置かれ、町民有志のボランティアにより整備された花壇も設置されている。
愛称は公募の結果「Eki（えき）」に決まり、オープン時には彫刻家米坂ヒデノリが製作したブロンズ像の除幕式が行われた。
例年、栗山町主催の「くりやま景観フォトコンテスト」応募作品展が、町民ギャラリーで展示されており、10月には、くりやま芸術祭実行委員会が主催する「くりやま芸術祭」が行われ、絵画や書道、生け花、写真など、町民の作品が出展されている。
また、11月には栗山町文化連盟が主催の「栗山町芸能祭」が行われ、琴や詩吟、日本舞踊、フラダンスなどが披露されているほか、毎年1月に「はたちのつどい」（2022年（令和4年）まで「成人式」の名称）が開かれ、20歳の門出を迎えている。

### 主な出来事
- 2001年（平成13年）7月 - くりやま駅前通り商店街協同組合の近代化事業の完成報告会を開催。電線類地中化は町村としては北海道内で初めて[12]。
- 2002年（平成14年）8月 - 「第一回地域通貨国際会議 in kuriyama」（主催同実行委員会）が開催され、外国を含む実践報告などから地域通貨「クリン」の課題と将来性を考えた[13][14]。
- 2002年（平成14年）12月 - 北広島市、恵庭市、栗山町の住民が初めて広域的に取り組んだ創作ミュージカル「ジョニービーグッド」が公演され、同施設で最終日を迎えた[15]。
- 2018年（平成30年）8月 - 町長の佐々木学と町内出身でお笑いコンビ「フォーリンラブ」のバービーが、まちづくりをテーマに対談し110人が参加[16]。
- 2020年（令和2年） - 指定避難所としての非常用発電設備を整備。予算額は3,200万円[17]

## 施設概要
- 1階 - 事務室、多目的ホール（248席・424㎡）、展示ホール（107㎡）、練習室（48㎡）、サークル室（3室・各29㎡）[1][3]
- 2階 - 研修室A（203㎡）、研修室B（117㎡）、町民ギャラリー[1]
- 受付時間 - 9：00～17：00[3]
- 開館時間 - 9：00～22：00[18]
- 開館日 - 通年　※第1・第3月曜、年末年始（12月31日～1月5日）は休館[18]

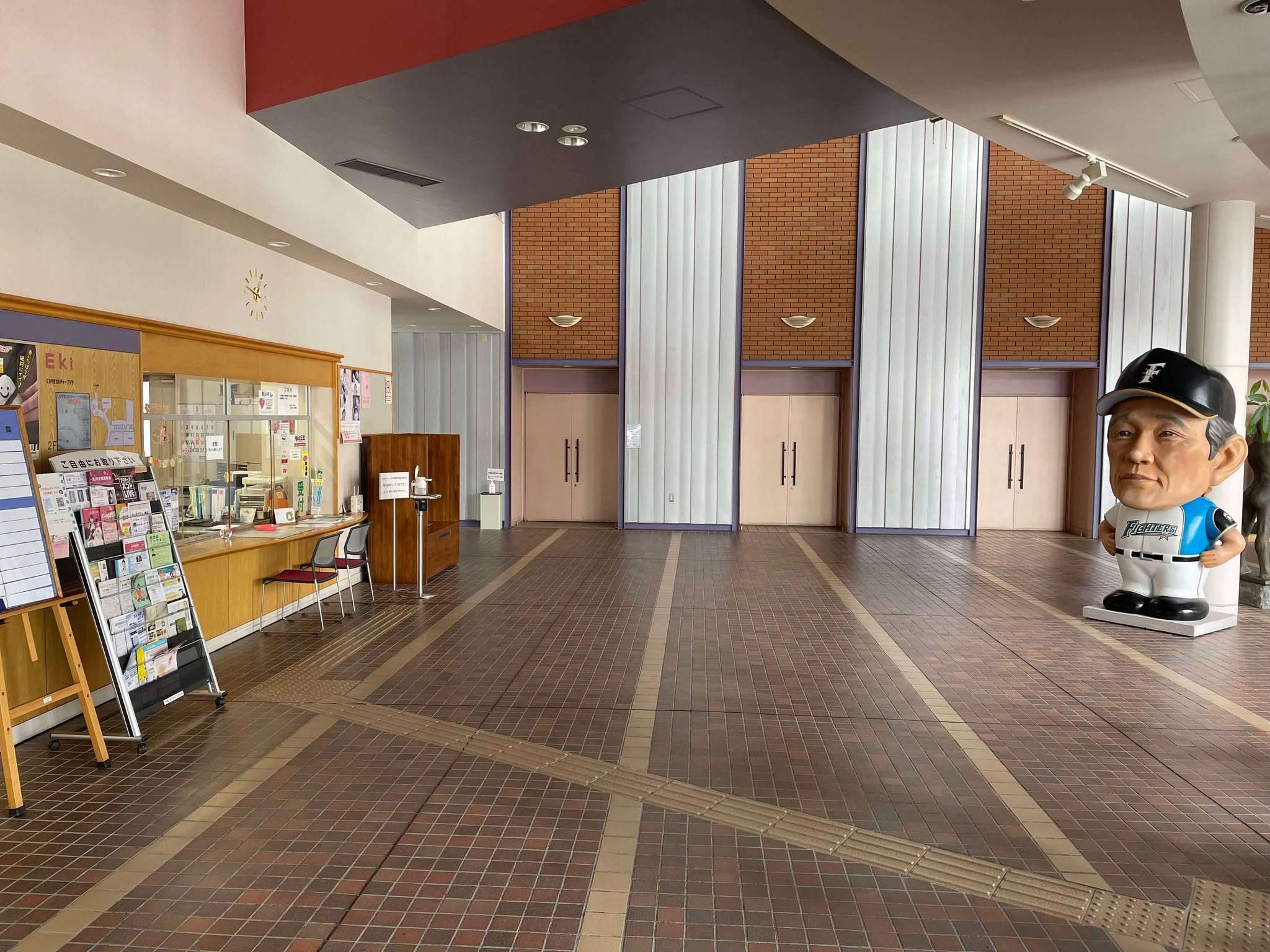
エントランスホール
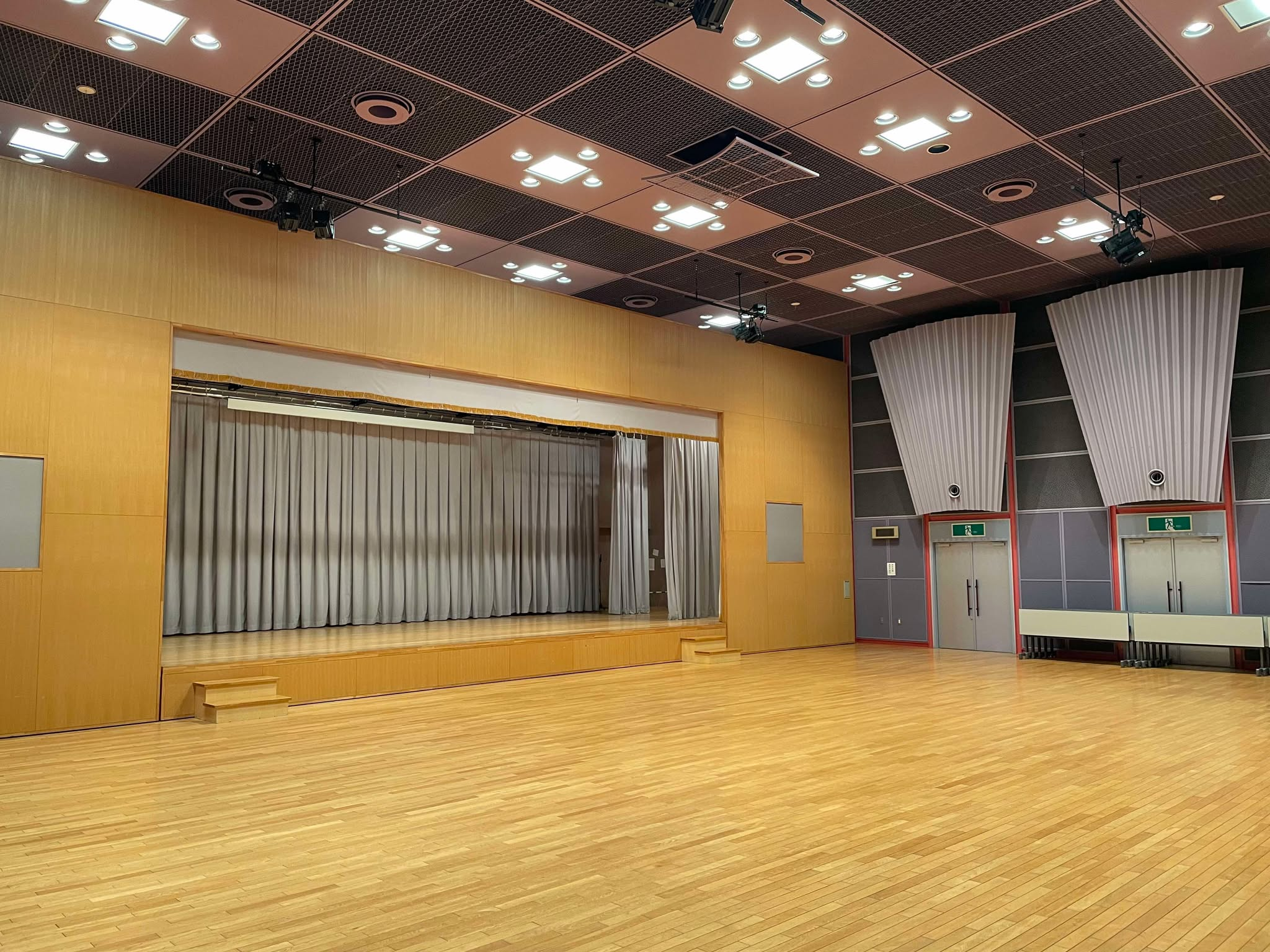
多目的ホール
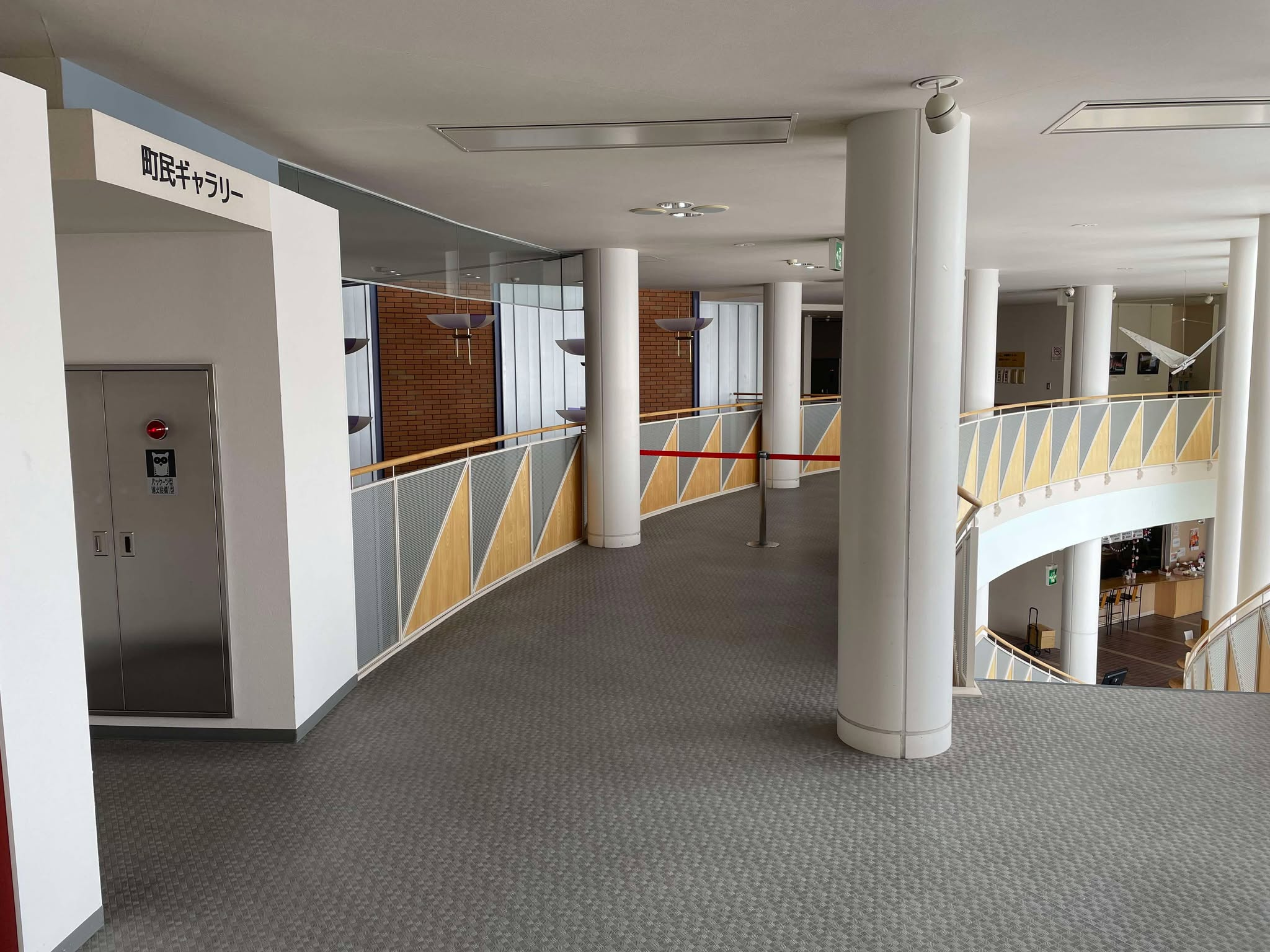
2階町民ギャラリー前
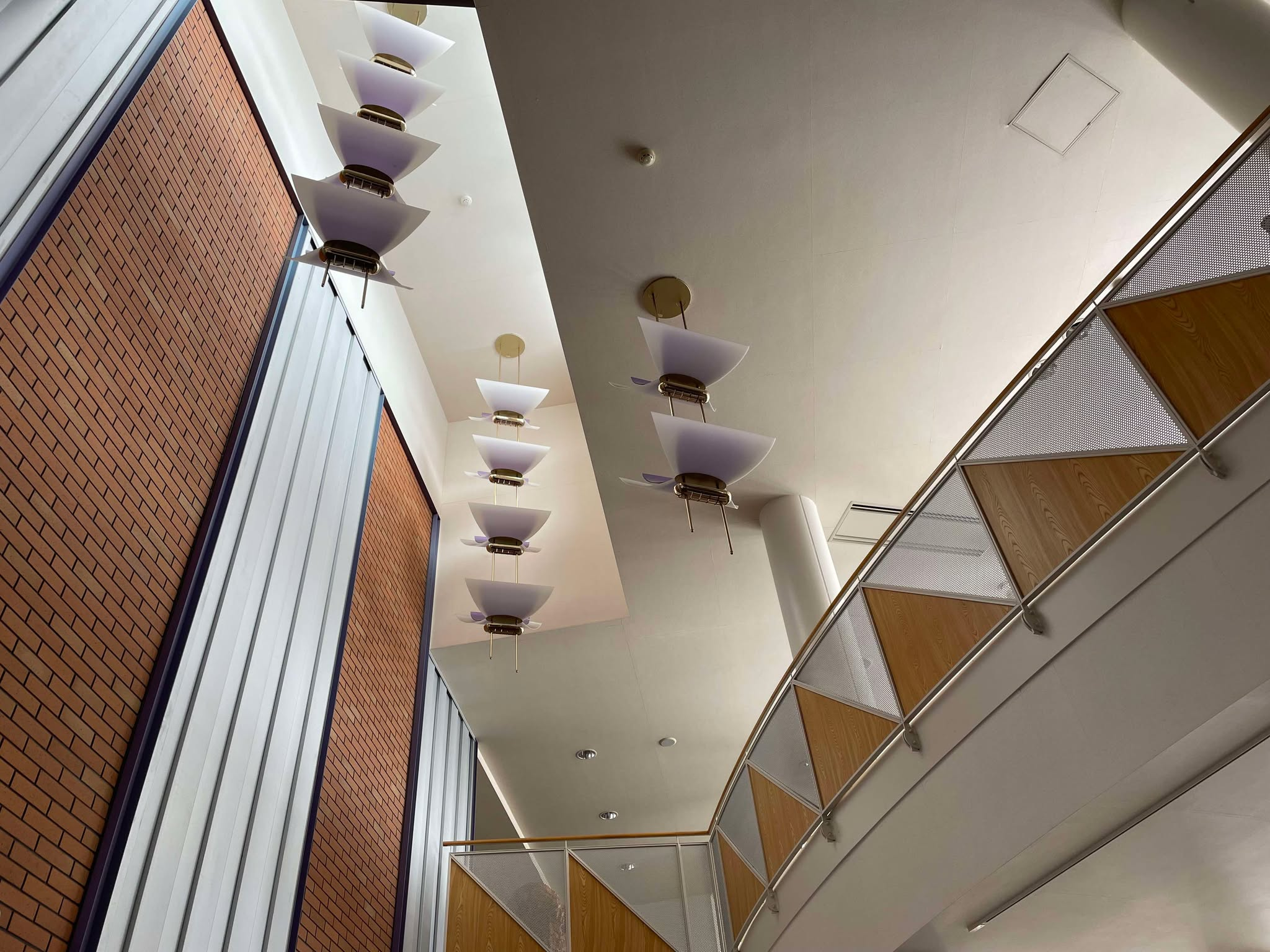
吹き抜け
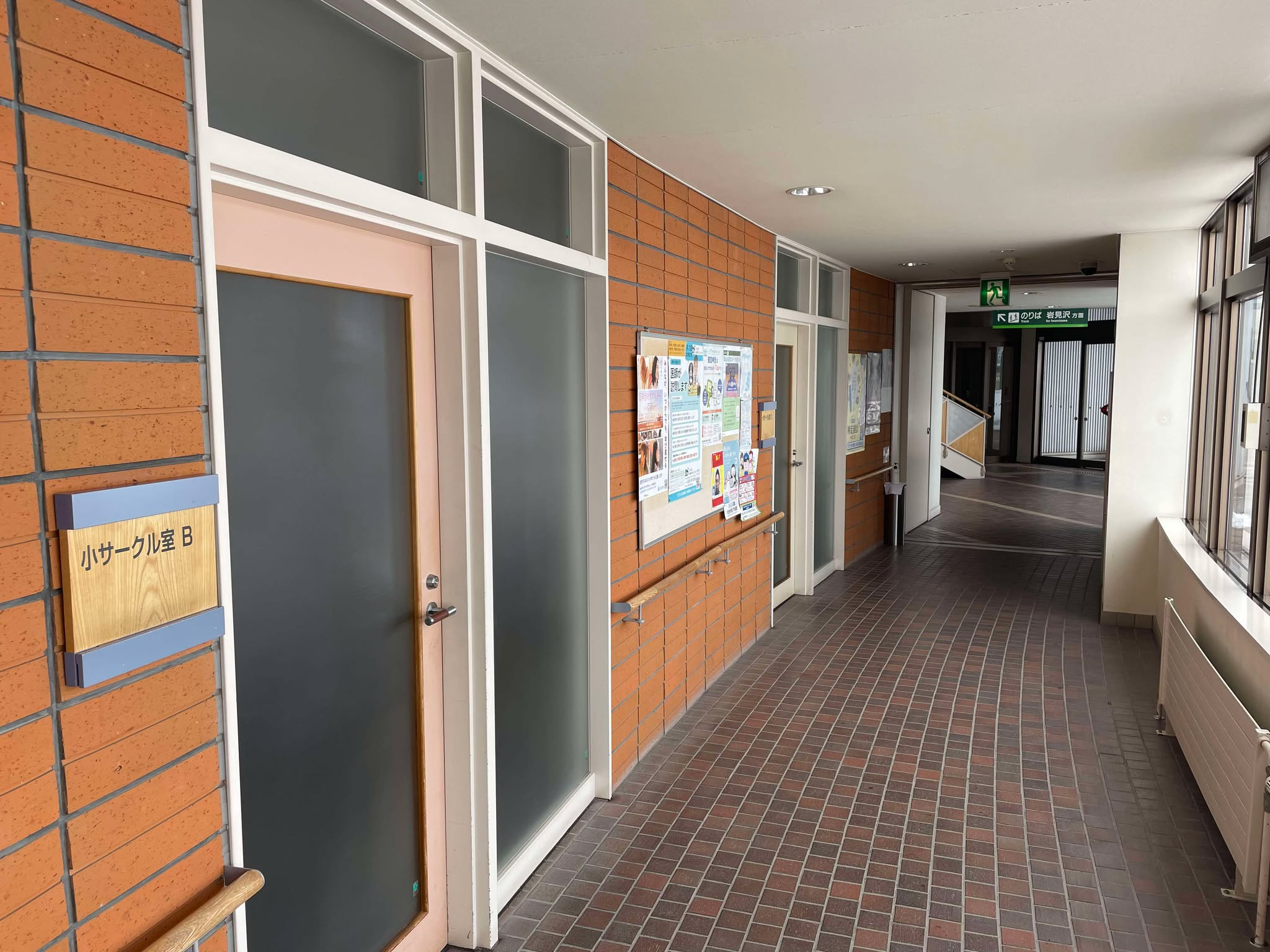
サークル室

## アクセス
- 住所 - 北海道夕張郡栗山町中央2丁目1番地（JR栗山駅、バスターミナル直結）[18]